# Цирус ХС-62
Цирус ХС-62 је двоседа једрилица, мешовите конструкције (костур једрилице је био направљен од челичних цеви а остало је дрвена израда). Пројектовали су је инжењери Ненад Хрисафовић и Васа Степановић а производила се у Ваздухопловном техничком центру (ВТЦ) из Вршца.

## Пројектовање и развој
Почетком 1961. године Ваздухопловни савез Југославије (ВСЈ) расписао је конкурс за једрилицу једносед класе Стандард и школску тренажну једрилицу двосед и њиме дефинисао следеће захтеве за двоседу једрилицу:
- Двосед је морао дозволити варијацију центрирања која одговара тежини пилота од 55 до 110 kg са падобраном и без додатака допунског баласта у случају "лаког" пилота.
- Обавезни централни точак (или точкови) морао је бити постављен иза тежишта једрилице са посадом и испред тежишта празне једрилице. (ово је објашњено жељом да се олакша манипулисање једрилицом на земљи).
- Носећа структура трупа је морала бити изведена као решеткаста конструкција од заварених цеви.
- Услови димензионисања двоседе једрилице (домен лета у бури и у маневру, оптерећења у аеро шлепу на витли и друго) су морали одговарати норми O.S.T.I.V. (Organisation Scientifique et Tecnique de vol à voile) установљену специјално за класу Стандард једрилица једноседа.

Решавању овог проблема су се прихватили инжењери Ненад Хрисафовић и Васа Степановић и почели да раде на пројекту једрилице којој су дали назив Цирус, Х и С су почетна слова презимена пројектаната а број 62 означава годину израде пројекта. Након прихватања идејног пројекта урађен је главни пројект једрилице и направљен прототип. Први пробни лет ове једрилице обављен је 18. јула 1963. а обавио га је пробни пилот Руди Берковић. После успешног пробног лета извршена је преправка стајног трапа и једрилици је допуштено фабричко тестирарање пре него што је предата ВОЦ-у (Ваздухопловном опитном центру) на финално опитовање.
ВОЦ је током испитивања констатовао да једрилица одговара свим захтевима OSTIV-a у погледу понашања у лету и да има посебно сигурно понашање у превученом лету. Након овога једрилица је предата Ваздухопловном савезу на коришћење. Прво је дата ваздухопловној школи у Београду затим на коришћење у БиХ па у Словенији.
Још у фази тестирања једрилице Цирус ХС-62, пројектанти ове једрилице су предложили ИО ВСЈ (Извршни Одбор Ваздухопловног Савеза Југославије) да се ограничења у производњи и одржавању ове једрилице због челичне решеткасте конструкције дефинисане конкурсом, превазиђу пројектом једрилице исте класе али потпуно дрвене конструкције са монокок трупом. ВСЈ је прихватио да финансира израду прототипа нове једрилице која је добила назив Цирус ХС-64.
За разлику од Цирус ХС-62 нова једрилица Цирус ХС-64 је имала хоризонтални реп састављен из два дела, крило му је у односу на труп померено на више за 9 сантиметара, повећана јој је кабина тако да је и други пилот добио команде. Поред ових измена било је и низ нових конструктивних решења која су изнуђена при оваком препројектовању летилице.

### Варијанте једрилица
- Цирус ХС-62 - Једрилица са костуром (челична решеткаста конструкција)
- Цирус ХС-64 - Једрилица са монокок трупом

## Карактеристике
Карактеристике наведене овде се односе на једрилицу Цирус ХС-62 а према изворима
| Финеса      | 1 : 28 при брзини 88 km/h |
| Перформансе | - максимална брзина km/h - макс. брзина аеро вуче km/h - минимално пропадање 0,85 m/s при брзини 85 km/h                               |
| Димензије   | - размах крила 17,00 m - дужина 8,00 m - површина крила 18,38 m² - аеропрофил крила NACA 63-618M - макс. оптеречење крила; 28,76 kg/m² |
| Маса        | - сопствена 365 kg - полетна 545 kg - водени баланс; нема                                                                              |

## Оперативно коришћење
Једрилице Цирус ХС-62 и Цирус ХС-64 су се производиле у Ваздухопловно техничком центру (ВТЦ) из Вршца и користиле су се у Аероклубовима широм Југославије.
Једрилица Цирус ХС-64 је учествовала на Европском купу једрилица двоседа које је организовао аероклуб универзитетског француског града Poitiers (Поатје) почетком 70-тих година на том такмичењу су поред једрилице Цирус ХС-64 учествовале још и једрилице Бергфалке, М-200 и Бијаве. У овој конкуренцији, једрилица Цирус ХС-64 аеро клуба Цеље са посадом Жакељ - Кодрич је освојила 1. место.

## Сачувани примерци
Један примерак једрилице Цирус ХС-64Д (регистарски број YU-5341) се чува у депоу Музеја ваздухопловства у Београду на аеродрому "Никола Тесла" али нажалост није доступан јавности.

## Земље које су користиле ову једрилицу
- Југославија
- Србија
- Словенија